# Sciaphila wariana
Sciaphila wariana är en enhjärtbladig växtart som först beskrevs av Rudolf Schlechter, och fick sitt nu gällande namn av Meerend. Sciaphila wariana ingår i släktet Sciaphila och familjen Triuridaceae. Inga underarter finns listade.